# Paramonacanthus japonicus
Paramonacanthus japonicus es una especie de peces de la familia Monacanthidae en el orden de los Tetraodontiformes.

## Morfología
- Los machos pueden llegar alcanzar los 12 cm de longitud total.
- Número de  vértebras: 19.[1][2]

## Reproducción
Es  monógamo.

## Hábitat
Es un pez de mar de clima tropical y asociado a los  arrecifes de coral que vive entre 34-46 m de profundidad.

## Distribución geográfica
Se encuentra desde el sur del Japón y el noroeste de Australia hasta Papúa Nueva Guinea.

## Observaciones
Es inofensivo para los humanos.